# Genul epic
Genul epic cuprinde totalitatea operelor literare, populare și culte, în proză sau în versuri, în care gândurile, ideile și sentimentele autorului sunt exprimate în mod indirect, prin intermediul acțiunii și al personajelor antrenate în derularea evenimentelor plasate într-un anumit timp și spațiu. Genului epic îi corespunde, ca mod de expunere predominant, narațiunea. Termenul epic provine din limba greacă - epikos - derivat la rândul său din cuvântul epos ce înseamnă cuvânt, zicere sau ceea ce se exprimă prin cuvânt, iar în limba română apare prin filiera latină epicus, respectiv franceză épique.

## Structura operei epice
În general, operele epice sunt structurate după momentele narațiunii: 
- Expozițiunea (fixează spațiul, timpul, unele personaje și împrejurările acțiunii)
- Intriga (momentul în care se declanșează conflictul între personajele narațiunii)
- Desfășurarea acțiunii (prezintă întâmplările cronologic)
- Punctul culminant (momentul cel mai tensionat al conflictului)
- Deznodământul (sfârșitul conflictului)

În unele cazuri, intriga poate fi plasată înaintea expozițiunii.
Există și termeni noi pentru structura operelor epice:
- Situația inițială (momentul actual)
- Evenimentul care schimbă situația inițială (cauza ce declanșează acțiunea)
- Desfășurarea acțiunii
- Depășirea situației dificile sau punctul de maximă tensiune (situația tensionată)
- Sfârșitul  (momentul final)

## Specii ale genului epic
Genul epic este reprezentat prin numeroase specii literare:

### În proză
- Anecdotă
- Autobiografie
- Basm (cult sau popular)
- Biografie
- Fabulă
- Jurnal
- Memorii
- Mit
- Nuvelă
- Parabolă
- Povestire
- Roman
- Schiță

### În versuri
- Baladă (creație populară inițial, intrată apoi în setul de specii al literaturii culte)
- Epopee
- Fabulă
- Poem